# Cnaphalocrocis cochrusalis
Cnaphalocrocis cochrusalis là một loài bướm đêm trong họ Crambidae.